# وليام بيري فوج
وليام بيري فوج (بالإنجليزية: William Perry Fogg)‏ (1909-1826 م). تاجر، ومغامر ورحالة أمريكي، كان مصدر إلهام لكاتب رواية حول العالم في ثمانين يوماً الروائي فيلياس فوج عام 1873م.

## السيرة
ولد وليام فوج في إيكستر بولاية نيوهامبشير في (27 يوليو/تموز 1826م). هو ابن جوشيا فوج وهانا نيي بيكر. إنتقلت عائلته إلى ولاية كليفلاند وهو لا يزال صغيراً. وفي بداية شبابه أصبح عضواً ورئيساً لجميعية الإنجليز الجدد التي تأسست لتشجيع الوحدة بين أحفاد رواد الإنجليز الجدد. في عام (1852م)، تزوج من ماري ان جولد وأنجب منها إبنتان:(آني وهيلين). في كيفلاند قام فوج بنفسه يبيع ويتاجر بأواني الخزف الصيني، كما كان مهتماً بالذهاب إلى المدينة كل يوم، وفي النهاية تم تعيينه في مجلس المفوضين وذلك عام (1866م). كتب وليام فوج مع (هيرمان م.تشابين) حاكم كيفلاند والمفوضين الآخرين قانون شرطة المحافظة (العاصمة) في (1866م).

## نشر رحلاته
في عام (1868م)، بدأ وليام بيري فوج مما إشتهر بها، وهي رحلاته حول العالم والتي اُعتبر فيها من أوائل الأمريكين الذين سافروا إلى مناطق داخل اليابان.
في عام (1870م)، قامت دار كليفلاند ليدر بنشر رحلاته وبدأت بنشر رسائلة التي كتبها إلى المنزل. والتي نشرت لاحقاً بشكل خاص في عام (1872م)، تحت عنوان:حول العالم: رسائل من اليابان، الصين، الهند، ومصر، والتي وصف فيها السفر بالقطار من كليفلاند إلى سان فرانسيسكو عبر سولت ليك ستي، حيث اجرى مقابلة مع بريغهام يونغ، وبعدها استقل باخرة بريد الباسيفيك (بريد عبر المحيط الهادي) من سان فرانسيسكو إلى اليابان، ثم زار الصين (بما ذلك هونغ كونغ)، وسنغافورة، وملقا، وبينانق.ثم انتقل إلى الهند قبل ان يسافر من بومباي إلى السويس، وعبر قناة السويس وصل القاهرة حيت شاهد الأهرامات.اما كتابه الثاني بلاد العرب (عربستان) أو الليالي العربية (إنجلترا، 1872م)، حيث غطى رحلاته عبر مصر، وبلاد فارس إلى بغداد.
أما كتابه الأخير وهو النسخة الأمريكية المنقحة من كتاب أرض الليالي العربية. عند عودته إلى الولايات المتحدة اشترى وليام بيري فوج والمحامي ريتشارد ك. بارسونز (شركة هيرالد للنشر) في كليفلاند عام (1877م). وعندما فشلت شركتهم عاد بارسونز اإلى ممارسة عمله كمحامي، بينما إستأنف فوغ رحلاته العالمية. وأخيراً عاد وليام فوغ إلى الولايات المتحدة وعاش في روزيل، نيو جيرسي من (1901-1908م)، وفي موريس بلينس قضى السنة الأخيرة من حياته.

## وفاته
توفي وليام بيري فوج في مدينة موريس بلينس في (8 مايو/آيار 1909م).